# Handiscol
Handiscol est un plan français lancé conjointement en 1999 par le ministère de l'Éducation nationale et le ministère de l'Emploi et de la Solidarité afin de développer l'accès à l'éducation pour les enfants handicapés.
Depuis, la loi no 2005-102 du 11 février 2005 a donné obligation à la totalité des établissements scolaires d'accueillir les enfants handicapés qui le souhaitent.